# Depolymerisation
Depolymerisation ist eine Sequenz von chemischen Reaktionen, in denen ein Polymer in seine Monomere bzw. geeignete Bausteine (Molmasse < Molmasse des Polymers) zerlegt wird, wobei sie anschließend wieder zu Makromolekülen zusammengesetzt werden können. Somit stellt die Depolymerisation die Umkehrung der Polymerisation dar und kann in Kombination mit Polymerisationen als Methode zum Recycling von Kunststoffen eingesetzt werden (chemisches Recycling). Sie kann ausgelöst werden durch thermische Belastung (Wärme), ionisierende Strahlung (z. B. Licht, UV-Strahlung oder γ-Strahlung), Katalysatoren oder durch Zugabe von Chemikalien.
Im Gegensatz dazu findet bei der Kettenspaltung nicht die Abspaltung eines einzelnen Monomers statt, sondern es wird die Polymerkette an einer beliebigen Stelle des Rückgrats gebrochen unter Bildung von zwei – meist immer noch polymeren – Bruchstücken. Des Weiteren sind die erhaltenen Bruchstücke häufig ungeeignet für den Aufbau neuer Polymere.

## Biopolymere
Die Depolymerisation kann bei (Biopolymeren) auch unter dem Einfluss von Enzymen eintreten und ist häufig als Hydrolyse (Reaktion mit Wasser) klassifizierbar.
Bei der Bewegung von Zellen, die sich mit Hilfe von Aktinfilamenten fortbewegen, kann der Verbrauch energiereicher Phosphate zur Spaltung von Polymerverbindungen führen, die damit für andere Polymerisationsprozesse bereitgestellt werden.

## Andere Polymere
Hier müssen zunächst Bindungen in der Hauptkette homolytisch in einer Startreaktion gespalten werden, dies verläuft dabei in fast allen Fällen durch einen Radikalmechanismus ab. Die Kinetik der Depolymerisation hängt unter anderem von Temperatur und der Molmassenverteilung ab. Die Depolymerisation ist ein Mechanismus der Degradation von Kunststoffen.

### Polystyrol
Beim Erhitzen über 150 °C depolymerisiert Polystyrol, über 200 °C erhält man überwiegend monomeres Styrol zurück. Andere Quellen geben höhere Temperaturen von 450–600 °C an.